# Кордоба, Джон
Джон Андре́с Ко́рдоба Копете (исп. Jhon Andrés Córdoba Copete; род. 11 мая 1993, Истмина, Чоко) — колумбийский футболист, нападающий клуба «Краснодар». Сын футболиста Мануэля Кордобы.

## Ранние годы
Джон родился 11 мая 1993 года в городе Истмина, департамент Чоко, Колумбия. Его отец, Мануэль Кордоба, также был профессиональным футболистом и выступал за сборную Колумбии, что оказало значительное влияние на развитие Джона как игрока.
Кордоба начал заниматься футболом в юношеской академии клуба «Энвигадо», где и дебютировал на профессиональном уровне в возрасте 18 лет.

## Клубная карьера

### «Энвигадо»
9 октября 2010 года в матче против «Депортес Толима» Джон дебютировал в чемпионате Колумбии. В том году Кордоба сыграл всего один матч. В следующем году он постепенно стал футболистом основы, приняв участие в 28 встречах, начав 17 из них в стартовом составе. 29 сентября 2011 года в поединке против «Итагуи», Джон забил свой первый гол за клуб. 2 октября того же года в матче против «Онсе Кальдас», Кордоба сделал дубль.

### «Чьяпас»
8 июля 2012 года Кордоба подписывает контракт с мексиканским клубом «Хагуарес Чьяпас». «Ягуары» в лице Джона видели потенциальную замену своему лучшему бомбардиру Джексону Мартинесу, ушедшему в «Порту». 21 июля в матче против «УАНЛ Тигрес», Кордоба дебютировал в Лиге MX. 8 октября в поединке против «Сан-Луиса», колумбийский нападающий забил свой первый гол за клуб.

### Аренды в «Дорадос» и «Эспаньол»
Летом 2013 года Джон на правах краткосрочной аренды выступал за клуб Лиги Ассенсо Дорадос. Он сыграл за новую команду всего один матч, после чего на правах годовой аренды отправился в испанский «Эспаньол». 26 октября в поединке против «Леванте» Кордоба дебютировал в Ла Лиге, заменив в начале второго тайма Симан Саброзу. 30 ноября в матче против «Реал Сосьедада» Джон забил свой первый гол за клуб из Барселоны.

### «Гранада» и аренда в «Майнц 05»
После окончания срока аренды Кордоба на правах свободного агента перешёл в «Гранаду», подписав контракт на пять лет. 14 сентября в матче против «Вильярреала» он дебютировал за новую команду. 20 сентября в поединке против «Атлетика» из Бильбао Джон забил свой первый гол за «Гранаду».
Летом 2015 года Кордоба на правах аренды перешёл в немецкий «Майнц 05». 20 февраля 2016 году в матче против «Хоффенхайма» он забил свой первый гол за новый клуб в Бундеслиге.

### «Кёльн»

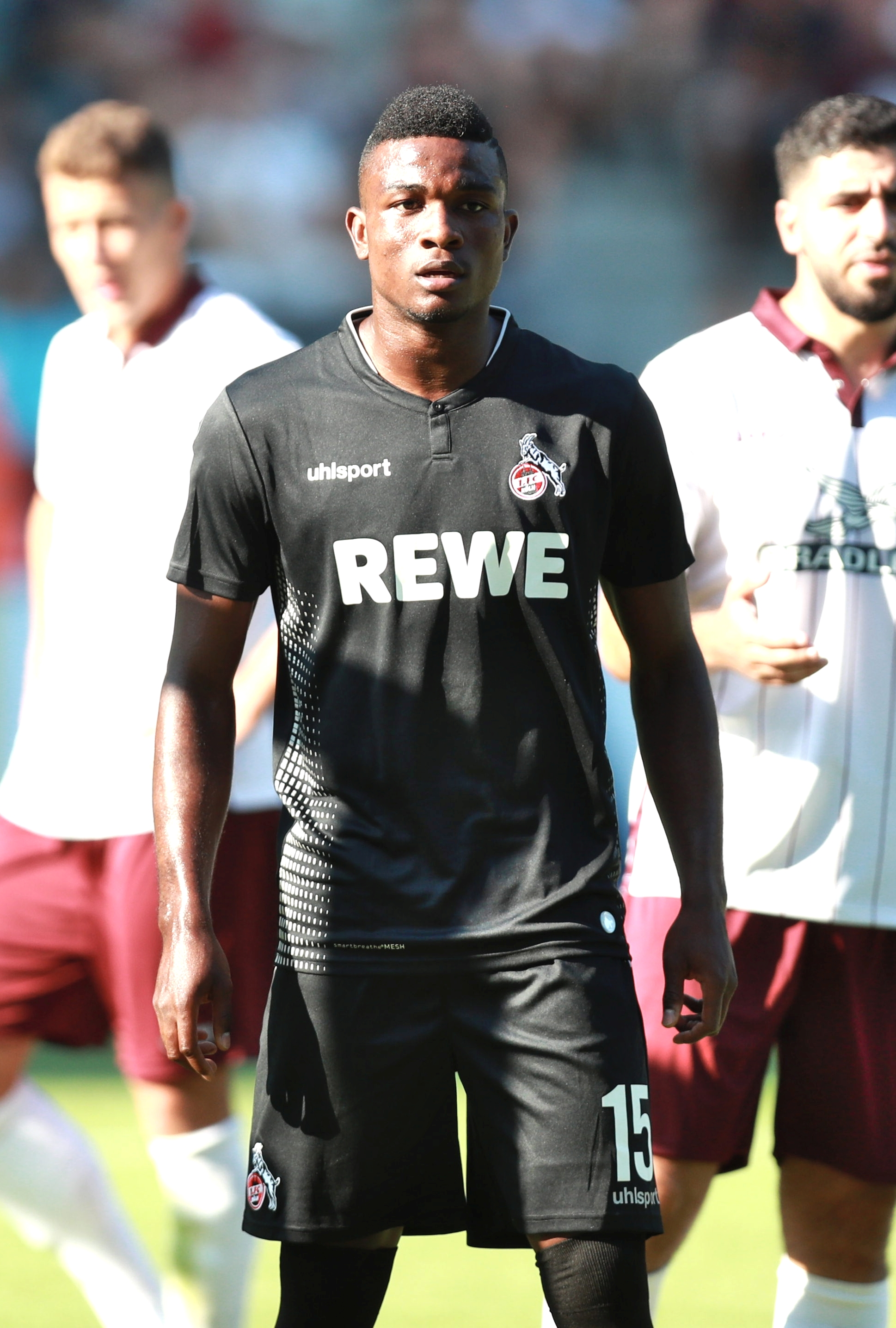
Кордоба в составе «Кёльна»

28 июня 2017 года Кордоба перешёл в «Кёльн», подписав контракт на 4 года. Сумма трансфера составила 15 млн евро. За клуб он дебютировал 12 августа 2017 года, забив гол с пенальти в победном матче c «Лехером» в Кубке Германии. В своём дебюте в Лиге Европы он также отметился голом, но команда проиграла «Арсеналу» со счётом 1:3.
16 сентября 2018 года Кордоба забил свой первый гол в новом сезоне Бундеслиги в матче против «Падерборна 07». 10 ноября он оформил свой первый дубль в матче против «Динамо Дрезден», который закончился со счётом 8:1. 8 февраля 2019 года Кордоба оформил свой первый хет-трик в матче против «Санкт-Паули». 6 мая 2019 года он снова оформил хет-трик в победном выездном матче против «Гройтер Фюрт», что помогло команде завоевать титул в второй Бундеслиге и обеспечить прямое возвращение в Бундеслигу. В сезоне 2018/19 Джон забил за «Кёльн» 20 голов в чемпионате.
В начале сезона 2019/20 забил гол в первом же матче против «Веена» в Кубке Германии.

### «Герта»
15 сентября 2020 года Кордоба подписал контракт с «Гертой» до 2024 года. Сумма трансфера составила около 15 миллионов евро. За новую команду он дебютировал 19 сентября 2020 года, забив «Вердеру» гол на 90-й минуте. Всего за «Герту» Джон забил 7 мячей за 21 матч в Бундеслиге.

### «Краснодар»
18 июля 2021 года российский клуб «Краснодар» сообщил о достижении предварительной договорённости с «Гертой» о переходе Кордобы, который должен будет подписать контракт в случае успешного прохождения медосмотра. 23 июля колумбиец стал игроком «Краснодара», подписав контракт на четыре года.
25 июля 2021 года в гостевом матче 1 тура против «Урала» он дебютировал в РПЛ. В этом же поединке Джон забил свой первый гол за «Краснодар» (0:3). Джон был признан лучшим игроком «Краснодара» по версии болельщиков на старте сезона, в июле-августе форвард забил пять мячей и отдал две результативные передачи в шести турах РПЛ.
27 января 2022 года «Краснодар» вывел Джона Кордобу из заявки на сезон 2021/22 в связи с тем, что колумбийский нападающий не успеет восстановиться от травмы подколенного сухожилия до конца сезона. В марте 2022 года краснодарский клуб приостановил действие контрактов с восемью иностранными игроками, в том числе с Джоном Кордобой. Однако уже 11 июня 2022 года Кордоба вернулся в расположение команды и присоединился к тренировочному сбору «Краснодара».
15 сентября 2022 года руководство «Краснодара» временно прекратило сотрудничество с телеканалом «Матч ТВ» из-за инцидента, после которого на два матча отстранили Джона Кордобу. В перерыве матча «Краснодара» и ЦСКА девятого тура РПЛ футболист зашёл в раздевалку и в оскорбительной форме на испанском языке высказался о работе судей. Этот момент сняли репортёры «Матч ТВ», перевели на русский язык и отправили в КДК. После матча 16-го тура РПЛ сезона 2023/24 с «Уралом» (1:3), Кордоба продемонстрировал оскорбительный жест в адрес ассистента арбитра, за что КДК РФС дисквалифицировал игрока на 4 матча (3 реальных и 1 условный) и оштрафовал на 200 тысяч рублей.
По итогам голосования болельщиков, Джон Кордоба был признан лучшим игроком апреля, мая, июня, июля-августа, сентября и октября 2023 года в составе «Краснодара». Также Джон Кордоба признавался лучшим футболистом «Краснодара» по версии болельщиков в марте, апреле и мае 2024 года, по итогу став лучшим футболистом «быков» в сезоне 2023/24, впервые заняв вместе с командой второе место в РПЛ.
5 ноября 2024 года «Краснодар» подписал новый контракт с колумбийским нападающим, соглашение было подписано до 30 июня 2027 года, но при определённых условиях контракт может быть пролонгирован.
В сезоне 2024/25 Джон провёл 25 матчей в чемпионате, забив 12 голов и отдав 7 результативных передач. Его вклад был решающим в завоевании «Краснодаром» первого в истории клуба чемпионства: в последнем туре Кордоба забил победный гол в ворота московского «Динамо», который в итоге стал чемпионским. По итогам сезона Кордоба был удостоен ряда индивидуальных наград: на премии Winline «Герои РПЛ» он был признан лучшим нападающим лиги и игроком сезона, а также занял первое место в номинации «Лучший игрок сезона» по итогам опроса среди футболистов РПЛ. Кроме того, Российский футбольный союз (РФС) признал Кордобу лучшим футболистом России сезона 2024/25. Также Джон признавался лучшим футболистом «Краснодара» по версии болельщиков в октябре 2024 года.

## Карьера в сборной
В начале 2013 года в составе молодёжной сборной Колумбии Кордоба стал победителем молодёжного чемпионата Южной Америки в Аргентине. На турнире он сыграл в матчах против команд Чили, Боливии, Эквадора, Уругвая, Перу и дважды Парагвая. В поединках против парагвайцев, уругвайцев и боливийцев Джон забил четыре гола.
Летом того же года Кордоба принял участие в молодёжном чемпионате мира в Турции. На турнире он сыграл в матчах против команд Австралии, Турции, Сальвадора и Северной Кореи. В поединках против австралийцев и сальвадорцев Джон забил два гола.
16 ноября 2023 года дебютировал за национальную сборную Колумбии против сборной Бразилии (2:1) в отборочном матче к чемпионату мира 2026, выйдя на замену на 68-й минуте.
С 24 июня по 15 июля 2024 года завоевал со Сборной Колумбии серебряные медали Кубка Америки 2024, сыграв во всех матчах и отличившись двумя голами.

## Стиль игры
Колумбиец выделяется физической мощью, скоростью и универсальностью. Благодаря внушительным габаритам и атлетизму, он эффективно действует как в позиционных атаках, так и в быстрых выпадах. Кордоба часто опускается вглубь поля для получения мяча, умеет грамотно использовать корпус, выигрывает борьбу у защитников и создаёт пространство для партнёров. Его игра характеризуется умением цепляться за мячи, силовыми разворотами и грамотной работой в подыгрыше.
Кордоба особенно полезен в командах, где крайние защитники активно подключаются к атакам и подают в штрафную — он хорошо открывается под фланговые передачи и опасен в верховой борьбе. Кроме того, колумбиец регулярно участвует в стандартах, используя свои физические данные для борьбы в воздухе.
Важной чертой Кордобы является его способность балансировать атаку: он не только завершает моменты, но и помогает развивать атаки, притягивая к себе внимание защитников и освобождая зоны для партнёров. Несмотря на высокую работоспособность и разнообразие игровых функций, Кордоба иногда испытывает трудности с реализацией моментов, особенно при выходах один на один.

## Статистика

### Клубная
| Выступление      | Выступление       | Выступление      | Чемпионат | Чемпионат | Кубки | Кубки | Международные | Международные | Итого | Итого |
| Клуб             | Лига              | Сезон            | Игры      | Голы      | Игры  | Голы  | Игры          | Голы          | Игры  | Голы  |
| ---------------- | ----------------- | ---------------- | --------- | --------- | ----- | ----- | ------------- | ------------- | ----- | ----- |
| Энвигадо         | Примера           | 2010/11          | 20        | 5         | 0     | 0     | 0             | 0             | 20    | 5     |
| Энвигадо         | Примера           | 2011/12          | 16        | 6         | 0     | 0     | 0             | 0             | 16    | 6     |
| Энвигадо         | Итого             | Итого            | 36        | 11        | 0     | 0     | 0             | 0             | 36    | 11    |
| Хагуарес Чьяпас  | Лига МХ           | 2012/13          | 17        | 1         | 4     | 1     | 0             | 0             | 21    | 2     |
| Хагуарес Чьяпас  | Итого             | Итого            | 17        | 1         | 4     | 1     | 0             | 0             | 21    | 2     |
| Дорадос          | Лига МХ           | → 2013/14        | 1         | 0         | 0     | 0     | 0             | 0             | 1     | 0     |
| Дорадос          | Итого             | Итого            | 1         | 0         | 0     | 0     | 0             | 0             | 1     | 0     |
| Эспаньол         | Примера           | → 2013/14        | 28        | 4         | 5     | 0     | 0             | 0             | 33    | 4     |
| Эспаньол         | Итого             | Итого            | 28        | 4         | 5     | 0     | 0             | 0             | 33    | 4     |
| Гранада          | Примера           | 2014/15          | 26        | 4         | 2     | 1     | 0             | 0             | 28    | 5     |
| Гранада          | Итого             | Итого            | 26        | 4         | 2     | 1     | 0             | 0             | 28    | 5     |
| Майнц 05         | Бундеслига        | → 2015/16        | 22        | 5         | 0     | 0     | 0             | 0             | 22    | 5     |
| Майнц 05         | Бундеслига        | 2016/17          | 29        | 5         | 2     | 2     | 6             | 1             | 37    | 8     |
| Майнц 05         | Итого             | Итого            | 51        | 10        | 2     | 2     | 6             | 1             | 59    | 13    |
| Кёльн            | Бундеслига        | 2017/18          | 18        | 0         | 1     | 1     | 3             | 1             | 22    | 2     |
| Кёльн            | Вторая Бундеслига | 2018/19          | 31        | 20        | 2     | 1     | 0             | 0             | 33    | 21    |
| Кёльн            | Бундеслига        | 2019/20          | 29        | 13        | 2     | 1     | 0             | 0             | 31    | 14    |
| Кёльн            | Итого             | Итого            | 78        | 33        | 5     | 3     | 3             | 1             | 86    | 37    |
| Герта            | Бундеслига        | 2020/21          | 21        | 7         | 0     | 0     | 0             | 0             | 21    | 7     |
| Герта            | Итого             | Итого            | 21        | 7         | 0     | 0     | 0             | 0             | 21    | 7     |
| Краснодар        | Премьер-лига      | 2021/22          | 15        | 6         | 1     | 0     | —             | —             | 16    | 6     |
| Краснодар        | Премьер-лига      | 2022/23          | 23        | 14        | 14    | 7     | —             | —             | 37    | 21    |
| Краснодар        | Премьер-лига      | 2023/24          | 27        | 15        | 5     | 3     | —             | —             | 32    | 18    |
| Краснодар        | Премьер-лига      | 2024/25          | 25        | 12        | 5     | 1     | —             | —             | 30    | 13    |
| Краснодар        | Премьер-лига      | 2025/26          | 5         | 1         | 2     | 0     | —             | —             | 7     | 1     |
| Краснодар        | Итого             | Итого            | 95        | 48        | 27    | 11    | —             | —             | 122   | 59    |
| Всего за карьеру | Всего за карьеру  | Всего за карьеру | 353       | 118       | 46    | 18    | 9             | 2             | 408   | 138   |

### Сборная
| Колумбия | Колумбия | Колумбия | Колумбия |
| Год      | Игры     | Голы     |          |
| -------- | -------- | -------- | -------- |
| 2023     | 2        | 0        |          |
| 2024     | 13       | 4        |          |
| 2025     | 1        | 0        |          |
| Всего    | 16       | 4        |          |

### Список матчей за сборную
| Матчи и голы Джона Кордобы за сборную Колумбии | Матчи и голы Джона Кордобы за сборную Колумбии | Матчи и голы Джона Кордобы за сборную Колумбии | Матчи и голы Джона Кордобы за сборную Колумбии | Матчи и голы Джона Кордобы за сборную Колумбии | Матчи и голы Джона Кордобы за сборную Колумбии | Матчи и голы Джона Кордобы за сборную Колумбии |
| №                                              | Дата                                           | Оппонент                                       | Счёт                                           | Голы                                           | Соревнование                                   |                                                |
| ---------------------------------------------- | ---------------------------------------------- | ---------------------------------------------- | ---------------------------------------------- | ---------------------------------------------- | ---------------------------------------------- | ---------------------------------------------- |
| 1                                              | 16 ноября 2023                                 | Бразилия                                       | 2:1                                            | —                                              | Отборочные матчи ЧМ-2026                       |                                                |
| 2                                              | 21 ноября 2023                                 | Парагвай                                       | 1:0                                            | —                                              | Отборочные матчи ЧМ-2026                       |                                                |
| 3                                              | 26 марта 2024                                  | Румыния                                        | 3:2                                            | 1                                              | Товарищеский матч                              |                                                |
| 4                                              | 15 июня 2024                                   | Боливия                                        | 3:0                                            | 1                                              | Товарищеский матч                              |                                                |
| 5                                              | 24 июня 2024                                   | Парагвай                                       | 2:1                                            | —                                              | Кубок Америки 2024 (группа D)                  |                                                |
| 6                                              | 28 июня 2024                                   | Коста-Рика                                     | 3:0                                            | 1                                              | Кубок Америки 2024 (группа D)                  |                                                |
| 7                                              | 2 июля 2024                                    | Бразилия                                       | 1:1                                            | —                                              | Кубок Америки 2024 (группа D)                  |                                                |
| 8                                              | 6 июля 2024                                    | Панама                                         | 5:0                                            | 1                                              | Кубок Америки 2024 (1/4 финала)                |                                                |
| 9                                              | 11 июля 2024                                   | Уругвай                                        | 1:0                                            | —                                              | Кубок Америки 2024 (1/2 финала)                |                                                |
| 10                                             | 15 июля 2024                                   | Аргентина                                      | 0:1                                            | —                                              | Кубок Америки 2024 (Финал)                     |                                                |
| 11                                             | 7 сентября 2024                                | Перу                                           | 1:1                                            | —                                              | Отбор ЧМ-2026                                  |                                                |
| 12                                             | 10 сентября 2024                               | Аргентина                                      | 2:1                                            | —                                              | Отбор ЧМ-2026                                  |                                                |
| 13                                             | 10 октября 2024                                | Боливия                                        | 0:1                                            | —                                              | Отбор ЧМ-2026                                  |                                                |
| 14                                             | 15 октября 2024                                | Чили                                           | 4:0                                            | —                                              | Отбор ЧМ-2026                                  |                                                |
| 15                                             | 20 ноября 2024                                 | Эквадор                                        | 0:1                                            | —                                              | Отбор ЧМ-2026                                  |                                                |
| 16                                             | 21 марта 2025                                  | Бразилия                                       | 1:2                                            | —                                              | Отбор ЧМ-2026                                  |                                                |

Итого: 16 матчей / 4 гола; 10 побед, 2 ничьих, 4 поражения.

## Достижения

### Командные
«Кёльн»
- Победитель Второй Бундеслиги: 2018/19

«Краснодар»
- Чемпион России: 2024/25
- Серебряный призёр чемпионата России: 2023/24

«Сборная Колумбии»
- Серебряный призёр Кубка Америки: 2024

«Сборная Колумбии (до 20 лет)»
- Победитель молодёжного чемпионата Южной Америки: 2013

### Личные
- Лучший футболист сезона в России: 2024/25[67]
- В списке 33 лучших футболистов чемпионата России(3): 2022/23, 2024/25 (№ 1), 2023/24 (№ 2)
- Лучший бомбардир Кубка России: 2022/23[68]
- Лучший футболист сезона в ФК «Краснодар»: 2023/24[69]